# Parsjins förmodan
Inom matematiken, mer specifikt inom algebraisk geometri, är Parshins förmodan (även känd som Beilinson–Parshins förmodan) en förmodan som säger att för varje slät projektiv varietet X definierad över en ändlig kropp försvinner de högre algebraiska K-grupperna upp till torsion:
{\displaystyle K_{i}(X)\otimes \mathbf {Q} =0\ \,i>0.}
Förmodan är uppkallad efter Aleksei Nikolaevitj Parsjin och Alexander Beilinson.